# إيستمينوسوكس
إيستمينوسوكس (بالإنجليزية: Estemmenosuchus)‏ هو آكل نباتات قديم عاش في أواخر العصر البرمي قبل 255 مليون سنة تقريباً قبل أن تتطور الديناصورات. اكتُشفت متحجراته في شرق روسيا، وهو ليس ديناصور، ولكنه من الزواحف شبه اللبونة كما يطلق عليهم أحيانا. كان آكل للنباتات، وكانت لديه أسنان أمامية حادة في مقدمة الفم وأسنان أصغر جانبية، هذه الأسنان أعطته القدرة على أن يعتاش على الأنواع المختلفة من المواد النباتية القاسية مثل نبات ذنب الخيل والصنوبريات.
له جسد ضخم البنية وهو رباعي الأرجل، بلغ حجمه حوالي أربعة امتار وارتفاعه حوالي المترين، جمجمته كانت هائلة الحجم والذيل قصير وجسم ضخم، الجمجمة سميكة وبها العديد من النتوءات العظمية، اثنان فوق منتصف الفم، والآخران مثل القرنان وقريبة الشبه بقرون الأيائل فوق العيون.